# Tomás Correa
Tomas Esteban Correa (Santa Cruz de Tenerife, 5 de diciembre de 1984), más conocido como "Tomi", es un exfutbolista español que jugaba como delantero. Formado en el CD Tenerife, pasó por el CD Logroñés y el Badalona, para marchar al fútbol austriaco donde desarrolló su años más exitosos en el SK Rapid Viena de la Bundesliga de Austria entre otros. Se retiró en 2019 en el Atlético Victoria de la isla de Tenerife.

## Clubes
| Club                | País    | Año       |
| ------------------- | ------- | --------- |
| Tenerife B          | España  | 2003-2005 |
| CD Tenerife         | España  | 2005-2006 |
| CD Logroñés         | España  | 2007-2008 |
| UD Tegueste         | España  | 2008-2009 |
| SC Rheindorf Altach | Austria | 2009-2013 |
| SV Grödig           | Austria | 2013-2015 |
| SK Rapid Viena      | Austria | 2015-2017 |
| Atlético Victoria   | España  | 2018-2019 |